# Heinrich Heinen
Heinrich Heinen, geborener Schaaf (* 17. März 1921 in Niederzier; † 12. März 2008 in Heimbach-Hasenfeld) war ein deutscher Zeitungsverleger und Journalist.

## Leben
Kriegsbedingt legte er gleich zweimal, 1939 und 1947, das Abitur ab, und zwar am Stiftischen Gymnasium in Düren. Von 1939 bis 1945 war er Soldat, zuletzt als Oberleutnant zur See bei den Marinefliegern. Nach dem Krieg studierte er mit dem Abschluss der Promotion Geschichte, Philosophie und Vergleichende Religionswissenschaften in Heidelberg und Bonn. Ab 1950 volontierte er bei der Bergischen Landeszeitung, 1952 kam er zur Kölnischen/Bonner Rundschau nach Köln. 1954 heiratete er Marianne Heinen, die Tochter des Gründers der Rundschau, Reinhold Heinen (1894–1969). Von diesem war er zur Erhaltung des Verlegernamens Heinen adoptiert worden.
Im Jahre 1964 wurde er Mitherausgeber und 1969 alleiniger Herausgeber der Rundschau. Von 1966 bis 1982 war er Geschäftsführer der Unternehmen des Rundschau-Hauses, von 1982 bis 1999 Mitglied des Verwaltungsrates. 
Heinen war Ehrenmitglied der katholischen Studentenverbindung Unitas-Breslau zu Köln im KV.